# Aleuroplatus ficifolii
Aleuroplatus ficifolii là một loài côn trùng cánh nửa trong họ Aleyrodidae, phân họ Aleyrodinae.
Aleuroplatus ficifolii được Takahashi miêu tả khoa học đầu tiên năm 1942.